# Homossexualidade na Bíblia
A Bíblia, uma coleção de livros catalogados e considerados como divinamente inspirados pelo cristianismo, possui três principais passagens nas quais é supostamente abordado, em contextos de idolatria, um ato homossexual masculino.
Com efeito, a Bíblia também chega a mencionar em Romanos 1:26 - quando fala dos rituais de idolatria dos romanos, sobre a relação para physin ("incomum", "não usual" ou "contrária à natureza") entre mulheres, o que poderia ser entendido como uma quarta referência à homossexualidade. Entretanto o texto não deixa claro se essas relações seriam fora do comum por quaisquer razões que não  o sexo para fins de procriação - sexo anal, sexo em pé etc. -  ou se tratar-se-ia de sexo lésbico. Devido à ambiguidade do texto, não há como se afirmar com certeza que a Bíblia faça menção ao sexo entre mulheres, ao contrário do ato homossexual masculino, que é mencionado. Porém, o versículo 27, é mais claro: "E, semelhantemente, também os homens, deixando o uso natural da mulher,  inflamaram-se em sua sensualidade uns para com os outros, homens com homens, cometendo torpeza e recebendo em si mesmos a recompensa que convinha ao seu erro" (Romanos 1:27).
Não obstante, em especial com a expansão das pesquisas exegéticas e hermenêuticas, não existe um consenso pleno sobre como exatamente deveriam ser interpretadas essas passagens. Dentre os cristãos, o protestantismo tem como um de seus principais princípios a interpretação privada ou juízo privado dos textos bíblicos, fruto da Reforma Protestante, quando Lutero, em outubro de 1516, enviou seu escrito "A Liberdade de um Cristão" ao Papa, acrescentando a frase significativa "Eu não me submeto a leis ao interpretar a palavra de Deus". Isso posteriormente acabou originando o direito fundamental de liberdade religiosa, bem como a própria ideia de democracia, ao consagrar a ideia de horizontalidade dos fieis protestantes, ao contrário da verticalidade do catolicismo, cuja última opinião em matéria de interpretação bíblica pertence ao Papa. Portanto, no protestantismo, a opinião de cada um dos fiéis em matéria de interpretação bíblica tem o mesmo peso.
Além da diversidade de posicionamentos por parte de estudiosos, existem, atualmente muitas denominações religiosas protestantes históricas - como as Igreja Luterana e Anglicana e setores minoritários da Igreja Batista, Metodista, entre outras, que, num processo revisionista, vêm discordando das interpretações mais restritas comuns  entre as doutrinas cristãs mais influentes, de  modo que elas aceitam membros que são publicamente gays e lésbicas, e algumas destas igrejas até os ordenam ao sacerdócio, como o famoso caso de Gene Robinson que, mesmo gay assumido, foi eleito bispo da diocese episcopal de New Hampshire na Igreja Episcopal dos Estados Unidos

## Referências bíblicas a atos homossexuais

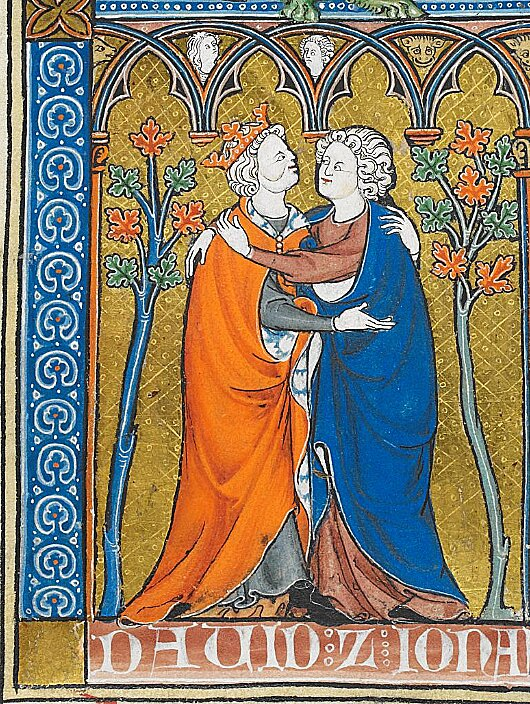
David e Jônatas, "La Somme le Roy", 1290. Detalhe de iluminura de manuscrito francês.Museu Britânico